# Communauté de communes de Bessin, Seulles et Mer
La communauté de communes de Bessin, Seulles et Mer est une ancienne communauté de communes française, située dans le département du Calvados dans la région Normandie.

## Historique
La communauté de communes est créée le 29 juin 2002. Le 1er janvier 2016, les communes d'Arromanches-les-Bains et Saint-Côme-de-Fresné quittent la communauté pour rejoindre la communauté de communes de Bayeux Intercom. Le 1er janvier 2017, elle est rattachée à la communauté de communes Seulles Terre et Mer, à l'exception de la commune de Courseulles-sur-Mer qui intègre la communauté de communes Cœur de Nacre.

## Composition
En 2016, la communauté de communes était composée de neuf communes du canton de Courseulles-sur-Mer :
| Nom                         | Code Insee | Gentilé        | Superficie (km2) | Population (dernière pop. légale) | Densité (hab./km2) |
| --------------------------- | ---------- | -------------- | ---------------- | --------------------------------- | ------------------ |
| Courseulles-sur-Mer (siège) | 14191      | Courseullais   | 7,92             | 4 165 (2014)                      | 526                |
| Asnelles                    | 14022      | Asnellois      | 2,52             | 593 (2014)                        | 235                |
| Banville                    | 14038      | Banvillais     | 4,68             | 717 (2014)                        | 153                |
| Bazenville                  | 14049      | Bazenvillais   | 4,07             | 143 (2014)                        | 35                 |
| Crépon                      | 14196      | Créponais      | 5,42             | 218 (2014)                        | 40                 |
| Graye-sur-Mer               | 14318      | Grayens        | 6,54             | 626 (2014)                        | 96                 |
| Meuvaines                   | 14430      | Meuvainois     | 7,36             | 143 (2014)                        | 19                 |
| Sainte-Croix-sur-Mer        | 14569      | Saint-Cruciens | 2,08             | 250 (2014)                        | 120                |
| Ver-sur-Mer                 | 14739      | Vérois         | 9,01             | 1 589 (2014)                      | 176                |

## Compétences
- Aménagement de l'espace
  - Schéma de cohérence territoriale (Scot) (à titre obligatoire)
  - Schéma de secteur (à titre obligatoire)
- Développement et aménagement économique
  - Création, aménagement, entretien et gestion de zone d'activités industrielle, commerciale, tertiaire, artisanale ou touristique (à titre obligatoire)
  - Tourisme (à titre obligatoire)
- Environnement
  - Collecte et traitement des déchets des ménages et déchets assimilés (à titre optionnel)
  - Protection et mise en valeur de l'environnement (à titre optionnel)

## Administration
| Période | Période       | Identité               | Étiquette | Qualité                                                       |
| ------- | ------------- | ---------------------- | --------- | ------------------------------------------------------------- |
| 2002    | décembre 2016 | Jean-Louis de Mourgues | UMP       | Maire de Courseulles-sur-Mer, puis adjoint au maire de Crépon |